# ТЕЦ Уорслі
33°14′8″ пд. ш. 116°4′9″ сх. д. / 33.23556° пд. ш. 116.06917° сх. д.
ТЕЦ Уорслі (Worsley) – теплова електростанція на заході Австралії.
В 1982 році в Уорслі почав роботу алюмінієвий комбінат, енергетичне господарство якого отримало:
- три розраховані на спалювання вугілля котла, продуктивність яких унаслідок подальшої модернізації довели до 225 тонн пари на годину (котли 1 – 3);
- чотири парові турбіни загальною потужністю 110 МВт (турбіни 1 – 4).

У 2009-му додали два резервні котла на природному газі (котли 4 – 5), які у 2019-му перевели до розряду основних (без збільшення електричної потужності станції). Можливо відзначити, що природний газ комбінат отримує через трубопровід Дампір – Банбері.
У 2012-му став до ладу проект MFC (Multi Fuel Cogeneration), що має інших власників, проте працює на задоволення потреб алюмінієвого виробництва. Майданчик MFC знаходиться з іншої сторони комбінату та отримав:
- два парові котла з циркулюючим киплячим шаром продуктивністю по 550 тонн пари на годину, які розраховані на спалювання вугілля та біомаси (частка останньої може досягати 30%);
- дві парові турбіни потужністю по 57 МВт (турбіни 5 – 6).

У 2020-х узялись за переведення на природний газ котлів 1 – 3, при цьому перший з них отримав можливість спалювати блакитне паливо у 2023 році.
Для видалення продуктів згоряння введена в 1982 році черга отримала димар заввишки 76 метрів з трьома каналами. В той же час, кожен з котлів MFC підключений до власного димаря заввишки 90 метрів. 
Надлишки електроенергії можуть постачатись до загальної мережі по ЛЕП, що працює під напругою 132 кВ.
Також можливо відзначити, що з 2000 року комбінат споживає пару від ТЕЦ компанії SWCJV, яку звели біч-о-біч з першою чергою.